# Elise Bauman
Elise Janae Bauman (23 de octubre de 1990) es una actriz canadiense, conocida por su papel de Laura Hollis en la serie Carmilla y como Bunny en la serie Young Badlands.

## Carrera

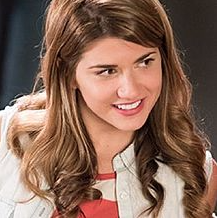
Bauman en 2014

Bauman comenzó a trabajar profesionalmente en teatro desde una edad temprana. Créditos seleccionados incluyen Crystal Aggregate, y Eleemosynary para el Teatro Lost & Found; Mother Goose para el Teatro Athena; Sounding Rituals para el Festival Open Ears; Mourning Dove, A Christmas Carol, Tales from the Snowy Woods, y Red Lips para Theatre & Company. En 2009, hizo el traslado a la ciudad de Nueva York para continuar sus estudios. Allí, asistió al Circle in the Square Theatre School, donde fue elegida como Anya en la producción de las clases de graduación de El jardín de los cerezos, realizado en  el Circle in the Square Theatre's Broadway Stage. 
En el otoño pasado, Bauman volvió al escenario una vez más en el Red One Theatre con la obra The Skriker, por Caryl Churchill, que obtuvo excelentes críticas y fue clasificada con 5 estrellas en Now Magazine. Recientemente co-protagonizó, acompañada de su compañera de reparto Natasha Negovanlis, su primera película, Almost Adults, dirigida por Sarah Rotella. Elise ha trabajado en cine y televisión.
En diciembre de 2016 en colaboración con un rapero canadiense llamado Evan editó un EP que contenía cinco canciones y debutaba así como cantante.

## Vida personal
Bauman es una persona muy reservada y no se sabe mucho sobre su vida mientras crecía. Fue  educada en casa  durante la mayor parte de su vida, sin embargo asistió a los últimos años de secundaria. Actualmente reside en Toronto, donde ha estudiado regularmente con Shaun Benson y David Sutcliffe. Tiene años de experiencia en teatro y música.
En 2015 se declaró bisexual. En la actualidad mantiene una relación sentimental con la actriz y directora Drew Burnett Gregory. 

## Filmografía
| Año  | Título                     | Rol          | Notas                                 |
| ---- | -------------------------- | ------------ | ------------------------------------- |
| 2013 | Everything's Gonna Be Pink |              |                                       |
| 2014 | Carmilla                   | Laura Hollis | Protagonista; 37 episodios            |
| 2014 | Young Badlands             | Bunny        | Serie Web                             |
| 2014 | Worst Thing I Ever Did     | Fallon       | Serie de Televisión                   |
| 2014 | Canadian Star              | Ella misma   | Documental                            |
| 2014 | The Skriker                | Girl skriker | Red one theatre                       |
| 2014 | Face the Music             | Amanda       | serie web                             |
| 2015 | Carmilla                   | Laura Hollis | Protagonista, 2 Temporadas            |
| 2016 | Below Her Mouth            | Bridget      | Película                              |
| 2016 | Almost Adults              | Mackenzie    | Protagonista, película                |
| 2016 | Carmilla                   | Laura Hollis | Protagonista, 3.ª y última temporada. |
| 2016 | Slasher                    | Elise        | Estrella invitada.                    |
| 2016 | Paper Crane                |              | Papel Principal, Cortometraje         |
| 2017 | The Carmilla Movie         | Laura Hollis | Protagonista                          |